# PIXE
La tecnica PIXE, acronimo di particle induced X-ray emission, in italiano emissione a raggi X indotta da particelle, è una metodica analitica relativamente recente che fa parte della famiglia delle analisi con fascio ionico. È stata introdotta dall'Istituto di tecnologia di Lund (Lunds tekniska högskola) nel 1970.
Nel 1970, infatti, Johansson e collaboratori hanno dimostrato che il bombardamento di un campione con un fascio di protoni, di pochi MeV, genera l'emissione di raggi X caratteristici e che questo fenomeno rappresenta la base per una tecnica d'analisi molto sensibile.
Questi studi sono stati possibili grazie alla disponibilità dei nuovi rivelatori al Si(Li), verso la fine degli anni sessanta, che hanno permesso di fatto la rivelazione dei raggi X caratteristici con una sufficiente risoluzione energetica.

## Fondamenti fisici
Quando le particelle, i protoni o ioni più pesanti, vengono a contatto col materiale sono soggette a molti urti anelastici con gli atomi del campione. L'energia della particella durante la sua traiettoria decresce (potere frenante). Da qualcuno dei numerosi atomi ionizzati, lungo il percorso della particella, viene emesso un raggio X caratteristico con una certa probabilità (data dalla sezione d'urto di produzione per quel particolare raggio X). I raggi X emessi dal campione risultano attenuati dai materiali.

## Caratteristiche principali
Le analisi sono multielementali, cioè con una sola analisi si possono analizzare tutti gli elementi chimici dal sodio (numero atomico 11) all'uranio (numero atomico 92), ma negli ultimi anni sono apparsi rivelatori in grado di analizzare anche elementi più leggeri fino al carbonio (numero atomico 6).
La tecnica PIXE possiede alta sensibilità di rivelazione: per i campioni sottili, il limite di rivelabilità (minimum detection limit, MDL) può arrivare a frazioni di nanogrammo su centimetro quadrato (ng/cm2); per i campioni spessi, il limite può arrivare ai ppm o ai ppb, a seconda della natura del campione. 
Questa tecnica non danneggia e non distrugge il campione in analisi, che può quindi essere riutilizzato per ulteriori analisi con altre tecniche analitiche (cromatografia ionica, SEM, TEM, Raman, ICP-MS, ecc.).
La durata tipica di un'analisi può variare da 5 a 20 minuti circa.

## Strumentazione
L'apparato strumentale per questo tipo di analisi è composto da:
- Un acceleratore di particelle, generalmente protoni, di energia compresa tra 1 e 7 MeV circa.
- Una camera di reazione, dove il fascio di particelle incontra il campione, che viene tenuta ad un vuoto di circa 10-7 torr, per evitare che il fascio di particelle perda energia per gli urti con le molecole dei gas presenti nell'aria.
- Un rivelatore di raggi X, Si(Li) o germanio iperpuro, con risoluzione energetica tipicamente <180 eV (sulla riga Kα del manganese).
- Una catena elettronica formata da un amplificatore del segnale proveniente dal rivelatore, un convertitore analogico-digitale e un analizzatore multicanale collegato a un elaboratore per il salvataggio dei dati. A questi strumenti va aggiunto un integratore di carica, per valutare quante particelle del fascio sono arrivate sul campione.
- Un software specializzato per l'analisi di spettri PIXE. Molti laboratori hanno prodotto software per l'analisi di spettri PIXE, i più utilizzati sono stati comparati in una pubblicazione TEC-DOC dello IAEA. [2]

## Campi di applicazione
I campi di applicazione sono svariati:
- In ambito ambientale, analisi di aerosol; sedimenti; materiale insoluto in acqua; materiale soluto in acqua (preparando il campione con metodi chimici tramite co-precipitazione), torbe, licheni ecc.
- In ambito medico, analisi di materiale organico (fibra, siero o plasma), per lo studio di elementi in traccia.
- Indagini su opere d'arte per la datazione, l'attribuzione, lo studio sulle tecniche pittoriche e la loro salvaguardia.
- In geologia per la determinazione dell'età di rocce e studio di elementi in traccia.
- In farmacologia per lo studio di elementi in traccia su medicamenti tradizionali.
- In scienza dei materiali per lo studio delle contaminazioni superficiali su materiale precedentemente trattato (semiconduttori, acciai speciali, ecc.)